# 姚江臨
姚江臨（1950年7月17日—）， 中國國民黨籍，現任中國國民黨中常委。
2008年7月連任國民黨中常委。2011年9月，姚江臨又以最高票1104票連任國民黨中常委。

## 學歷
- 國立空中大學肄業
- 革實院政治人才培訓班結業

## 經歷
- 中國國民黨中央常務委員[3]
- 中華兩岸勞動關係發展協會理事長
- 國大代表
- 台灣電力公司董事
- 台灣電力工會理事長
- 台電勞工董事
- 台電技術員

## 外部連結
- 姚江臨臉書